# Kristina Hild
Kristina Hild (* 7. Juni 1996 in Geilenkirchen) ist eine deutsche Fußballspielerin.

## Karriere

### Vereine
Hild wechselte im Sommer 2013 von den B-Junioren des FC Germania Bauchem zum Zweitligisten 1. FC Köln. Nach einem Einsatz im DFB-Pokal debütierte sie am 1. Spieltag der Saison 2013/14 gegen den TuS Wörrstadt in der 2. Bundesliga, zog sich in dieser Partie jedoch einen Kreuzbandriss zu. Bis zum Ende der Saison kam sie ebenso wie in der kompletten Saison 2014/15 zu keinen weiteren Einsätzen. Der Mannschaft gelang als ungeschlagener Meister der 2. Bundesliga Süd im Frühjahr 2015 jedoch der Aufstieg in die Bundesliga. Am 22. August 2015 feierte sie in der DFB-Pokal-Partie gegen den Karlsruher SC zunächst ihr Pflichtspielcomeback und kam gut eine Woche später bei der 2:6-Auswärtsniederlage gegen Werder Bremen mit ihrer Einwechslung für Lena Schrum in der 80. Minute erstmals in der Bundesliga zum Einsatz. Ihr erstes Spiel von Beginn bestritt sie am 4. Oktober 2015 (4. Spieltag) gegen den 1. FFC Frankfurt. Insgesamt kam sie in dieser Spielzeit zu elf Erstligaeinsätzen, die Mannschaft stieg als Tabellenletzter jedoch wieder in die 2. Bundesliga ab.

### Nationalmannschaft
Hild gab am 3. November 2010 im Testspiel der U-15-Nationalmannschaft gegen die schottische Auswahl ihr Debüt in Nationaltrikot und kam für die U-16-Juniorinnen unter anderem beim Nordic Cup 2012 zum Einsatz. Zuletzt gehörte sie im Herbst 2012 zum Kader der U-17-Nationalmannschaft, für die sie drei Partien bestritt.

## Erfolge
- Meister 2. Bundesliga Süd 2014/15 (mit dem 1. FC Köln)